# 여량초등학교 구절분교
여량초등학교 구절분교는 대한민국 강원특별자치도 정선군에 있었던 공립 초등학교이다.

## 학교 연혁
- 1949년 1월 12일 고단공립국민학교 구절분교장 설립인가
- 1968년 2월 15일 제10회 졸업식
- 1968년 3월 18일 구절국민학교로 개칭
- 1973년 3월 1일 정선군에 편입
- 1996년 3월 1일 구절초등학교로 개칭
- 1999년 2월 12일 제31회 졸업식
- 1999년 9월 1일 여량초등학교 구절분교로 편입
- 2013년 3월 1일 여량초등학교로 통폐합